# Équipe du pays de Galles féminine de rugby à XV
L'équipe du pays de Galles féminine de rugby à XV est l'équipe nationale qui représente le pays de Galles dans les compétitions internationales féminines majeures de rugby à XV : la Coupe du monde, le Tournoi des Six Nations et le WXV. Sous l'autorité de la fédération galloise de rugby (WRU), elle est constituée par une sélection des meilleures joueuses galloises.

## Histoire
L'équipe du pays de Galles féminine de rugby à XV dispute son premier match officiel le 5 avril 1987 contre l'Angleterre à Pontypool au pays de Galles. Liza Burgess est la capitaine de l'équipe et elles sont battues 22 à 4 par les Anglaises.
Lors du Tournoi des Six Nations 2009, le pays de Galles remporte la première Triple couronne de son histoire en battant les trois autres nations britanniques (Angleterre, Écosse, Irlande),.
En novembre 2021, en vue de la Coupe du monde 2021 (jouée à l'automne 2022 à cause de la pandémie de Covid-19), il est annoncé que vingt-cinq joueuses galloises se voient proposer des contrats professionnels pour la première fois de leur histoire.
À l'issue du Tournoi des Six Nations 2024, l'équipe du pays de Galles se classe à la dernière place avec seulement une victoire en cinq rencontres.
Après le WXV (une seule victoire face au Japon), la journaliste Fiona Tomas révèle que durant toute l'année 2024 plusieurs hauts dirigeants de la WRU, ainsi que le sélectionneur Ioane Cunnigham, se sont livrés à un harcèlement continu sur l'équipe nationale féminine dans le cadre des négociations de contrats. Nigel Walker a menacé les joueuses de déclarer forfait pour le WXV et donc de rater la Coupe du monde 2025. Abi Tierney quant à elle a fait le forcing pour écarter le syndicat des joueuses des négociations. Les joueuses ont été menacées de sanctions individuelles si elles ne signaient pas les contrats proposés. On apprend même que durant le Tournoi 2024, l'encadrement de l'équipe nationale a physiquement isolé des joueuses pour les pousser à signer leur contrat. Seulement quelques jours après ces révélations, la WRU organise une conférence de presse pour reconnaitre les faits et s'excuser. Les accusations de sexisme sont toutefois rejetées en bloc. Le sélectionneur Ioane Cunnigham quitte ses fonctions une semaine plus tard. Aucun dirigeant fédéral ne démissionne.

## Palmarès
| Édition | Organisateur            | Place              |
| ------- | ----------------------- | ------------------ |
| 1991    | Pays de Galles          | 3e de poule        |
| 1994    | Écosse                  | 4e                 |
| 1998    | Pays-Bas                | 11e                |
| 2002    | Espagne                 | 10e                |
| 2006    | Canada                  | Absente            |
| 2010    | Angleterre              | 9e                 |
| 2014    | France                  | 8e                 |
| 2017    | Irlande Irlande du Nord | 7e                 |
| 2021    | Nouvelle-Zélande        | Quart de finaliste |
| 2025    | Angleterre              |                    |

| Édition | Victoires | Défaites | Bilan |
| ------- | --------- | -------- | ----- |
| 1999    | 1         | 3        | 4e    |
| 2000    | 0         | 4        | 5e    |
| 2001    | 0         | 4        | 5e    |
| 2002    | 1         | 4        | 5e    |
| 2003    | 2         | 3        | 4e    |
| 2004    | 1         | 4        | 5e    |
| 2005    | 0         | 4        | 6e    |
| 2006    | 4         | 1        | 2e    |
| 2007    | 3         | 2        | 3e    |
| 2008    | 4         | 1        | 2e    |
| 2009    | 4         | 1        | 2e    |
| 2010    | 1         | 4        | 6e    |
| 2011    | 2         | 3        | 4e    |
| 2012    | 2         | 3        | 4e    |
| 2013    | 2         | 3        | 4e    |
| 2014    | 1         | 4        | 5e    |
| 2015    | 2         | 3        | 5e    |
| 2016    | 2         | 3        | 4e    |
| 2017    | 1         | 4        | 5e    |
| 2018    | 1         | 4        | 6e    |
| 2019    | 2         | 2        | 4e    |
| 2020    | 0         | 4        | 6e    |
| 2021    | 0         | 3        | 6e    |
| 2022    | 2         | 3        | 3e    |
| 2023    | 3         | 2        | 3e    |
| 2024    | 1         | 4        | 6e    |
| 2025    | 0         | 5        | 6e    |

## Principales joueuses d'hier et d'aujourd'hui
- Mellissa Berry
- Liza Burgess (62 fois capitaine en 87 sélections)[1]
- Elen Evans
- Non Evans
- Clare Flowers
- Sioned Harries
- Hannah Jones
- Louise Rickard (112 sélections - record)[9]
- Naomi Thomas

## Sélectionneurs
De juillet 2016 jusqu'à sa démission, en mars 2020, le sélectionneur est Rowland Phillips (en),. Darren Edwards et Chris Horsman effectue l'intérim dans l'attente d'une nouvelle nomination à ce poste.
À partir de novembre 2020, le nouveau sélectionneur est Warren Abrahams.
En octobre 2021, Ioan Cunningham (en) est nommé sélectionneur de l'équipe. Il quitte ses fonctions en novembre 2024, officiellement « d'un commun accord ». Il est remplacé par Sean Lynn, jusque là entraineur de Gloucester-Hartpury.